# Patrizier

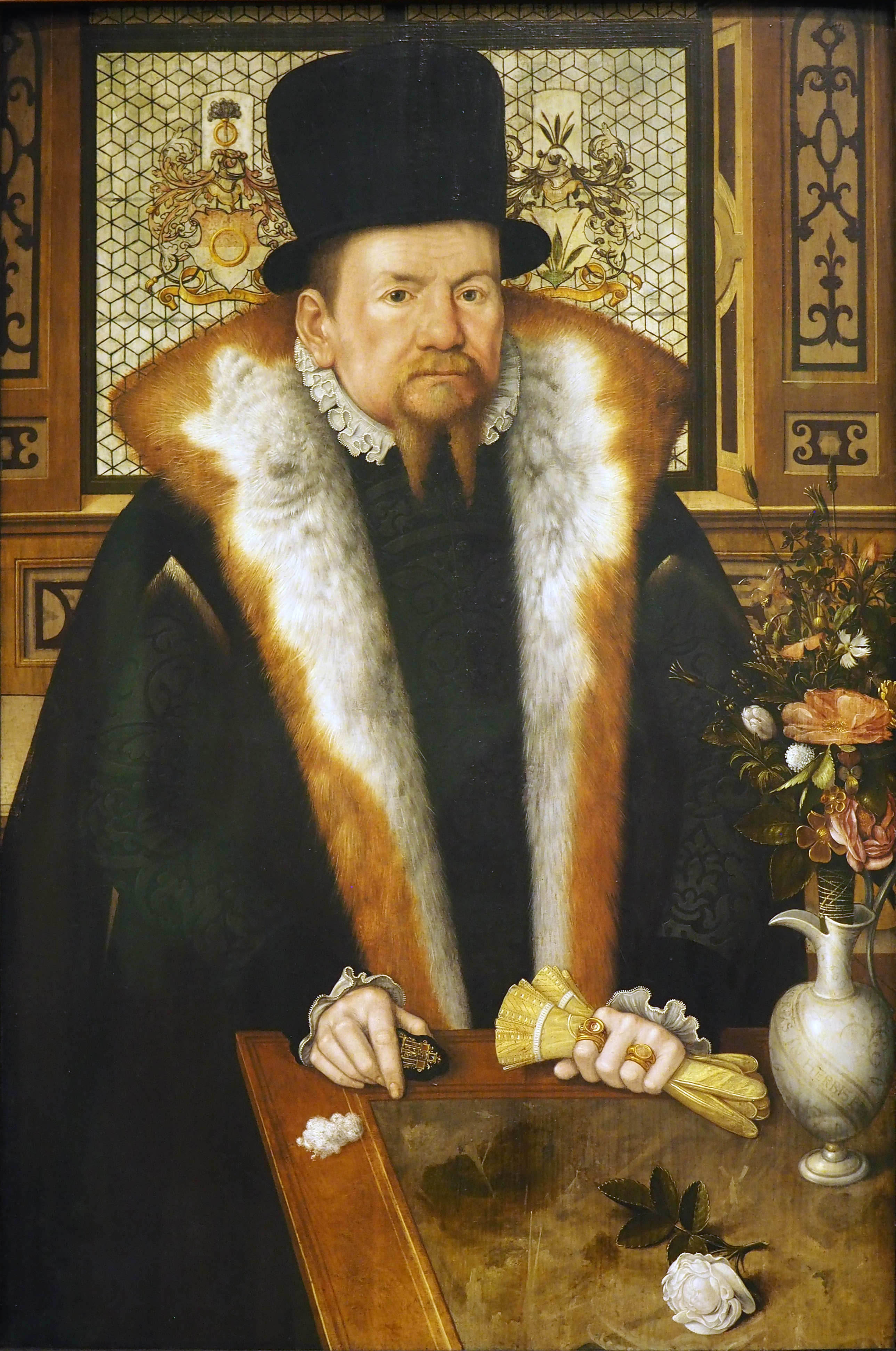
Bild eines wohlhabenden Patriziers (1569) von Ludger tom Ring

Patrizier (lateinisch patricius, Griechisch: πατρίκιος) war die Bezeichnung für Angehörige des römisch-antiken Patriziats, der alteingesessenen und senatsfähigen Oberschicht im antiken Rom. Dieser Begriff wurde seit Anfang des 16. Jahrhunderts auch für die sozial relativ abgeschlossene Oberschicht in vielen mittelalterlichen und frühneuzeitlichen Städten übernommen, die sich vor allem im 13. bis 15. Jahrhundert gebildet hatte. Dieses spätmittelalterliche und frühneuzeitliche Patriziat wird hier behandelt. 
Die aristokratische Herrschaft des bürgerlichen Patriziats wird als Städtearistokratie bezeichnet.

## Deutsche Städte des Mittelalters und der Frühneuzeit

### Entwicklung und Vorrechte

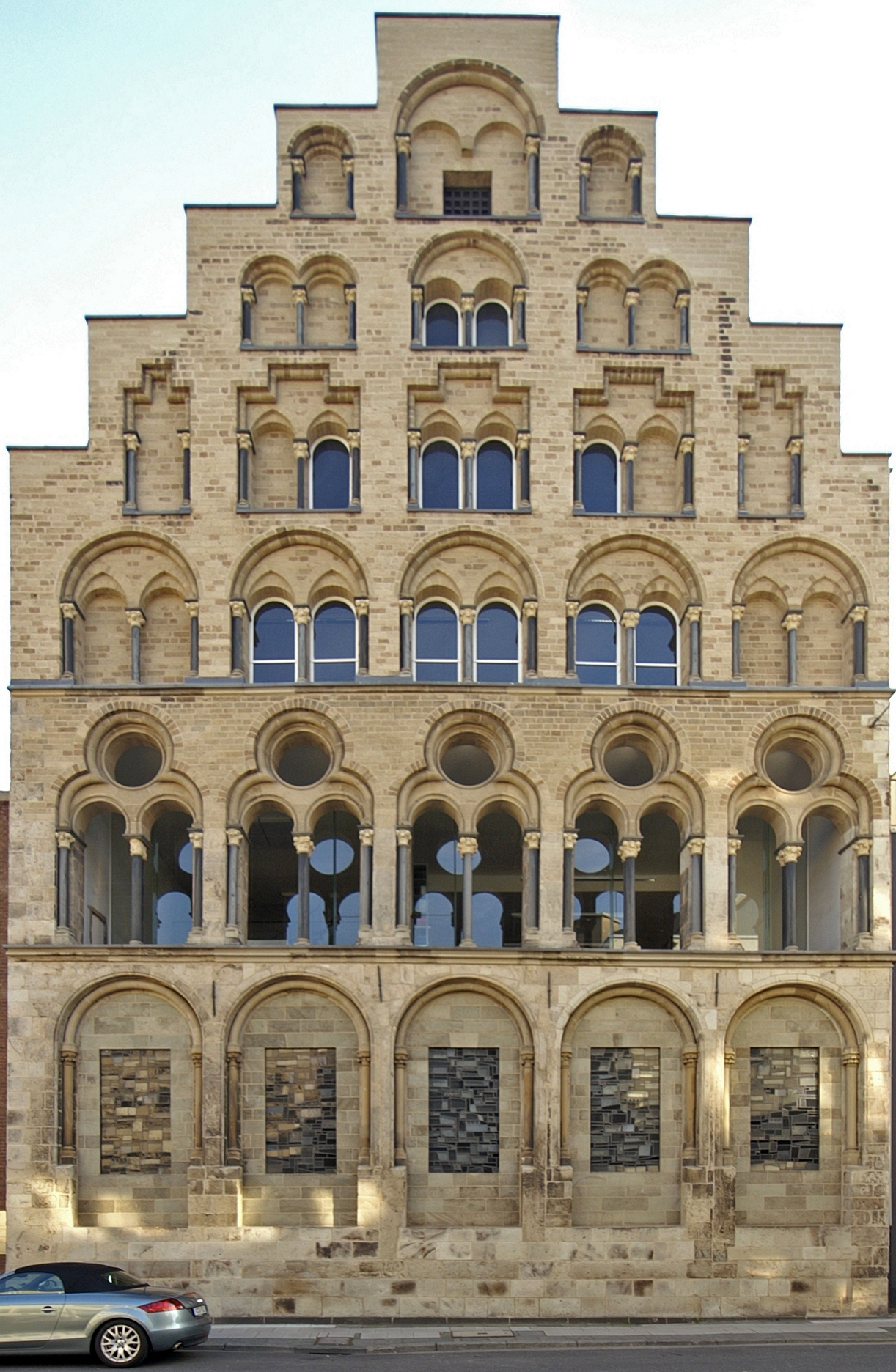
Das Overstolzenhaus in Köln von 1225

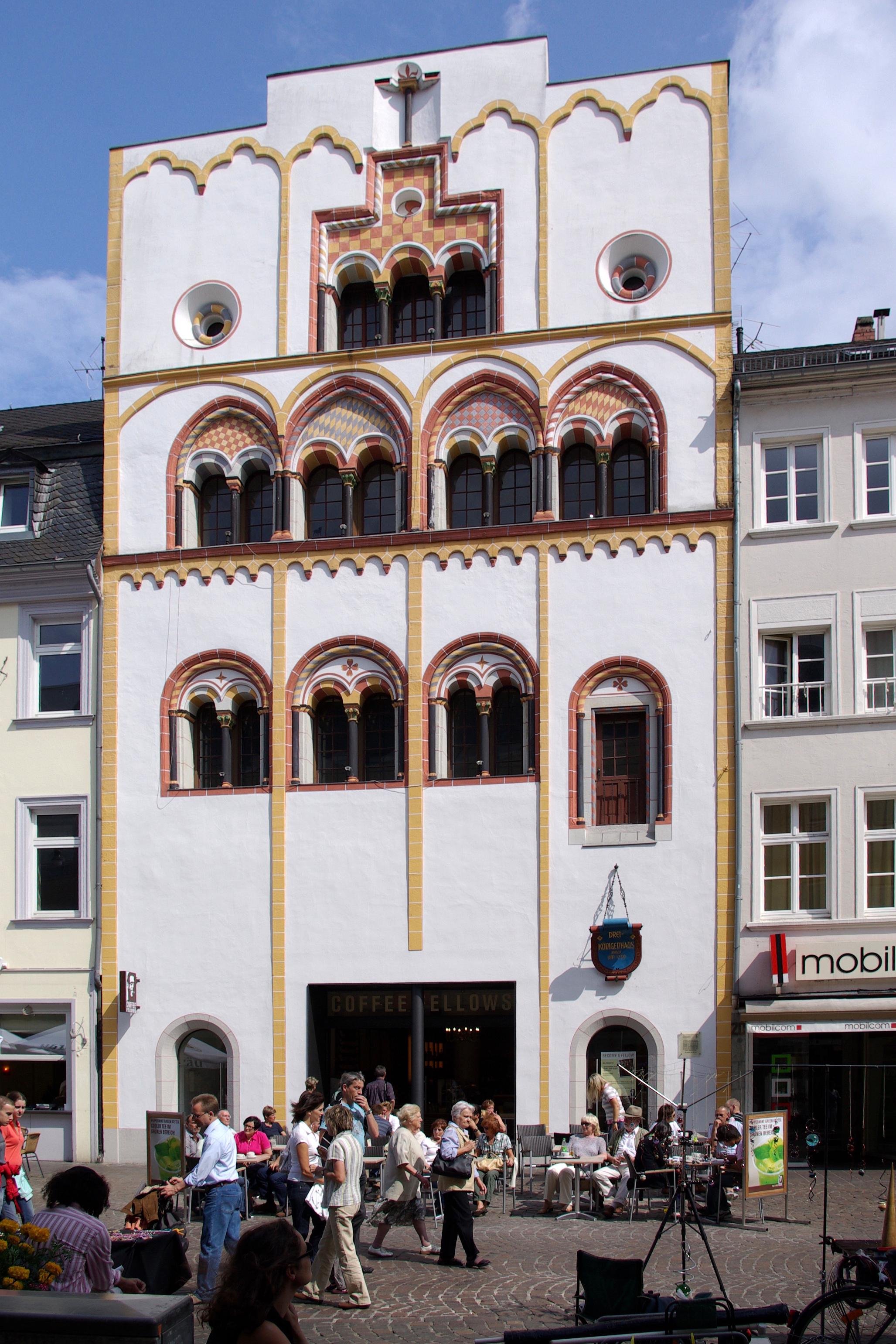
Das Dreikönigenhaus (Trier) von 1230

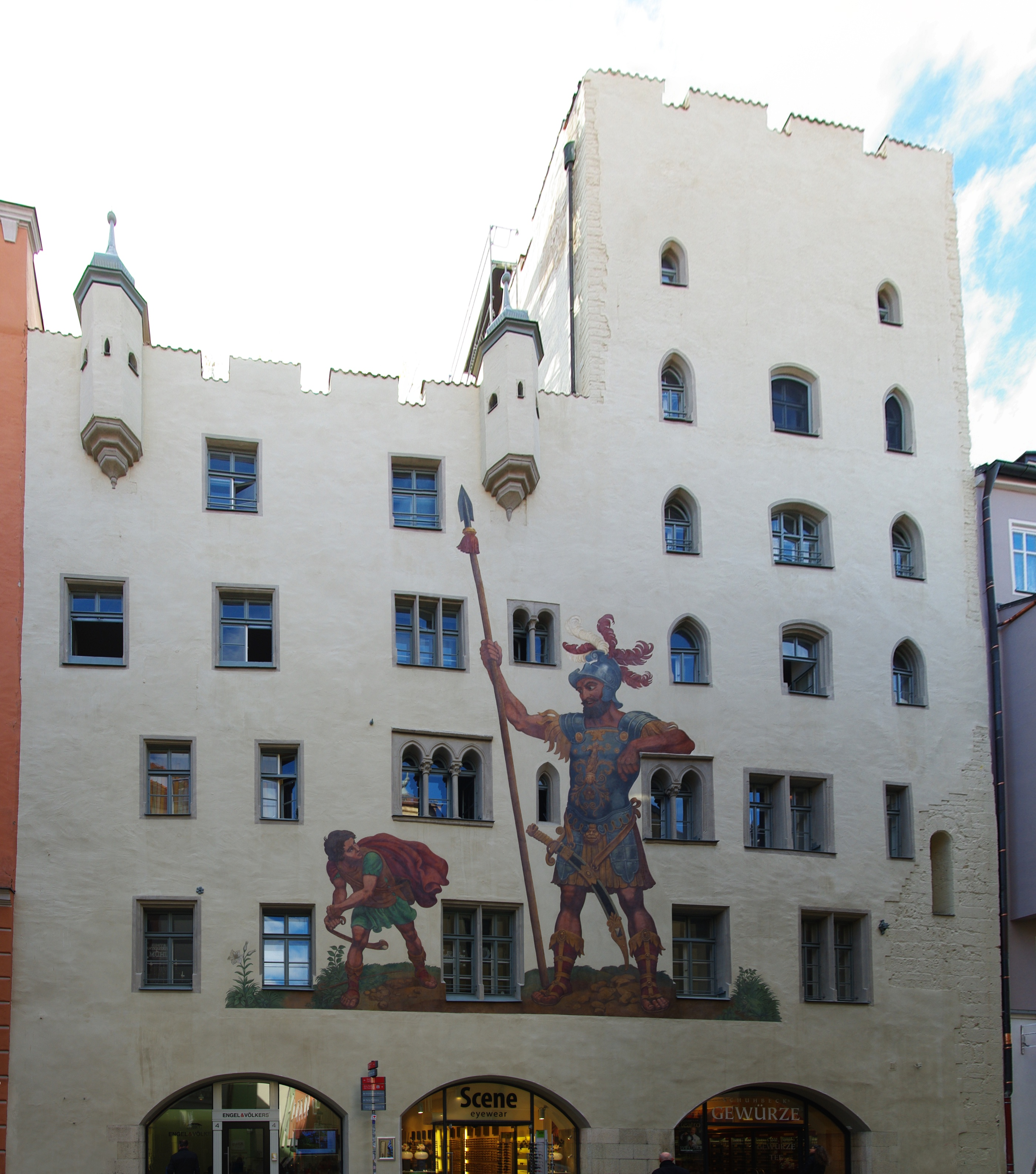
Das Goliathhaus in Regensburg von 1260

In den deutschen Reichsstädten des Mittelalters bildete sich vom 11. Jahrhundert an ein Patriziat aus dem Ortsadel oder der örtlichen Ministerialität heraus. Sie nannten sich selbst „Geschlechter“. Die Patrizier besetzten den Rat und wichtige andere städtische Ämter und versuchten, sich ein ausschließliches Recht auf diese Ämter zu wahren, also den Zugang zu den Ämtern der Stadtregierung auf „ratsfähige Geschlechter“ zu beschränken. Sie gründeten oft Vereinigungen, die als Patriziergesellschaften bezeichnet werden und nach dem Muster von zünftigen Stubengesellschaften oder religiösen Bruderschaften organisiert waren. Bezeichnend ist aber, dass sie „geschlossene Gesellschaften“ waren, was sich etwa an dem 1521 aufgestellten Tanzstatut der Reichsstadt Nürnberg erweist. Niemand konnte einer solchen Gesellschaft aus eigenem Willen beitreten, sondern Außenstehende wurden, wenn überhaupt, durch Kooptation seitens der vorhandenen Mitglieder aufgenommen. Oft entschied gerade die Aufnahme in eine solche Gesellschaft über die Wahlfähigkeit in den Rat der Stadt und damit über die Aufnahme ins Patriziat. Die „Schwörbriefe“ der Gesellschaften glichen frühen Verfassungen, welche zum Beispiel die Sitzverteilung zwischen Patriziern und Handwerkerzünften regelten. Durch diese Zusammenschlüsse und ihre verbrieften Rechte definierten sich in vielen Fällen die Patrizier erst als geschlossener eigener Stand. Patrizier im rechtlichen Sinne, mit den Privilegien der Patriziergesellschaft und der Carolinischen Verfassung dem Patriziat zustehenden Rechten, wurde man erst mit der Aufnahme als „Stubengenosse“ in der Patriziergesellschaft. Der Eintritt erfolgte oft im Zusammenhang mit der Eheschließung. Somit kann man, im Gegensatz zum Adel, nicht von einem Geburtsstand sprechen, kommt diesem jedoch sehr nahe. Denn auch wenn sich nicht jedes Glied einer Familie als „Stubengenosse“ wiederfindet, kann man von „patrizischen Familien“ sprechen. Denn Nachkommen von Mitgliedern einer Patriziergesellschaft werden grundsätzlich als stubenfähig angesehen, sind „standesgemäß“ und ihrer gesellschaftlichen Stellung nach zu den „Geschlechtern“ zu zählen.
Patrizier waren zwar Kaufleute, aber sie widmeten sich – im Gegensatz zu denjenigen, die „nach Elle, Pfund und Lot“ verkauften – ausschließlich dem Groß- und Fernhandel. Neben der kaufmännischen Grundlage war ein wichtiger Bestandteil in den Lebensformen des Patriziat der Lehnsbesitz und Herrschaftsrechte im Umland der Städte. Mit dem Erstarken des Handwerks und der Herausbildung eines in Zünften organisierten Bürgertums kam es seit dem 13. Jahrhundert zu Kämpfen der Kleinhändler und Handwerker gegen die Vorrechte der Patrizier. In der Regel konnten die Zünfte eine Beteiligung am Stadtrat erlangen. In Köln wurde die gesamte Stadtverfassung auf die Zunftverfassung zugeschnitten, während sich in den Reichsstädten Augsburg, Nürnberg, Regensburg, Bern, Frankfurt und in der Mehrzahl der Hansestädte das Patriziat behaupten konnte. Auch dieses schloss sich meist in Patriziergesellschaften nach dem Vorbild der Gilden und Zünfte zusammen, etwa der Lübecker Zirkelgesellschaft. In Nürnberg war eine solche nicht nötig, da die Patrizierherrschaft stets stark genug blieb, den Einfluss der unteren Stände kleinzuhalten. In Hamburg gab es ebenfalls keine, weil die bürgerlichen Großhändler die Vorherrschaft besaßen; aus den Kaufleuten bildeten sich später die Hanseaten als Führungsschicht heraus.
Das mittelalterliche „Patriziat“ nannte sich selbst nicht so; man sprach üblicherweise von „Geschlechtern“, wie etwa für Köln, Frankfurt am Main, Augsburg und Nürnberg nachgewiesen. Der Ausdruck „Patrizier“ (vom lateinischen patricius) nach dem Vorbild des römisch-antiken Patriziats entstammt in seiner Übertragung auf die städtische Oberschicht des Mittelalters selbst nicht dieser Zeit, sondern erst der Renaissance. Im Jahr 1516 wurde der Nürnberger Ratskonsulent (Stadtjurist) Christoph Scheurl (1481–1542) vom Generalvikar des Augustinerordens, Johann von Staupitz, beauftragt, einen Abriss der Nürnberger Verfassung auszuarbeiten. Da diese Arbeit in lateinischer Sprache verfasst war, bezeichnete Scheurl die Nürnberger „Geschlechter“ in durchaus naheliegender Analogie zu römischen Verfassungszuständen als „patricii“, die dann in der zeitgenössischen Rückübersetzung zum „Patriziat“ wurden. Das Wort setzte sich in dieser Verwendung jedoch erst im Laufe des 17. und 18. Jahrhunderts allgemein durch.

### Verhältnis zum Adel
Im Hochmittelalter war der Begriff des Adels noch mehrdeutig und das Verhältnis zwischen städtischem Patriziat und der Ministerialität des fürstlichen oder bischöflichen Stadtherrn blieb dynamisch. Nach dem Untergang des Stauferreiches um 1250 zogen etwa eine Reihe von Reichsministerialenfamilien aus dem Umland der Reichsstadt Nürnberg, wie zum Beispiel die Pfinzing, Stromer, Haller, Muffel oder Groß, vom bisher von ihnen verwalteten Reichsgut (Terra Imperii) in die Stadt, wurden dort in den Rat aufgenommen und begannen, sich im Fernhandel (und später auch im Bergbau und in Hammerwerken) zu betätigen. Wie die Landadeligen erbauten sie sich in der Frühzeit noch Wohntürme, die in der Stadt „Geschlechtertürme“ genannt werden. 
Als im Spätmittelalter der Landadel sich zur Vertretung seiner Interessen in den Ritterschaften zusammenschloss, wurden Patrizier aber von einer Mitgliedschaft fast immer ausgeschlossen (so etwa das Nürnberger Patriziat von den Kantonen des Fränkischen Ritterkreises), obwohl die Patrizierfamilien oft ebenfalls Grundherrschaften mit Hintersassen erworben hatten und sich im Umfeld der Städte Herrenhäuser erbauten. Da die Patrizier jedoch durch Fernhandel zu ihrem Wohlstand kamen, hatten diese „Pfeffersäcke“ in den Augen des Adels ihre etwaige ursprünglich „ritterliche Lebensweise“ aufgegeben und damit ihre Standeszugehörigkeit „verwirkt“. Außerdem waren längst bürgerliche Händler ins Patriziat aufgestiegen. Auch ein Konnubium mit dem Adel war eher selten; zwar heirateten die Patrizier meist unter sich (auch von Stadt zu Stadt), jedoch kamen vereinzelt sowohl Ehen mit Landadeligen als auch mit den unteren Ständen vor.

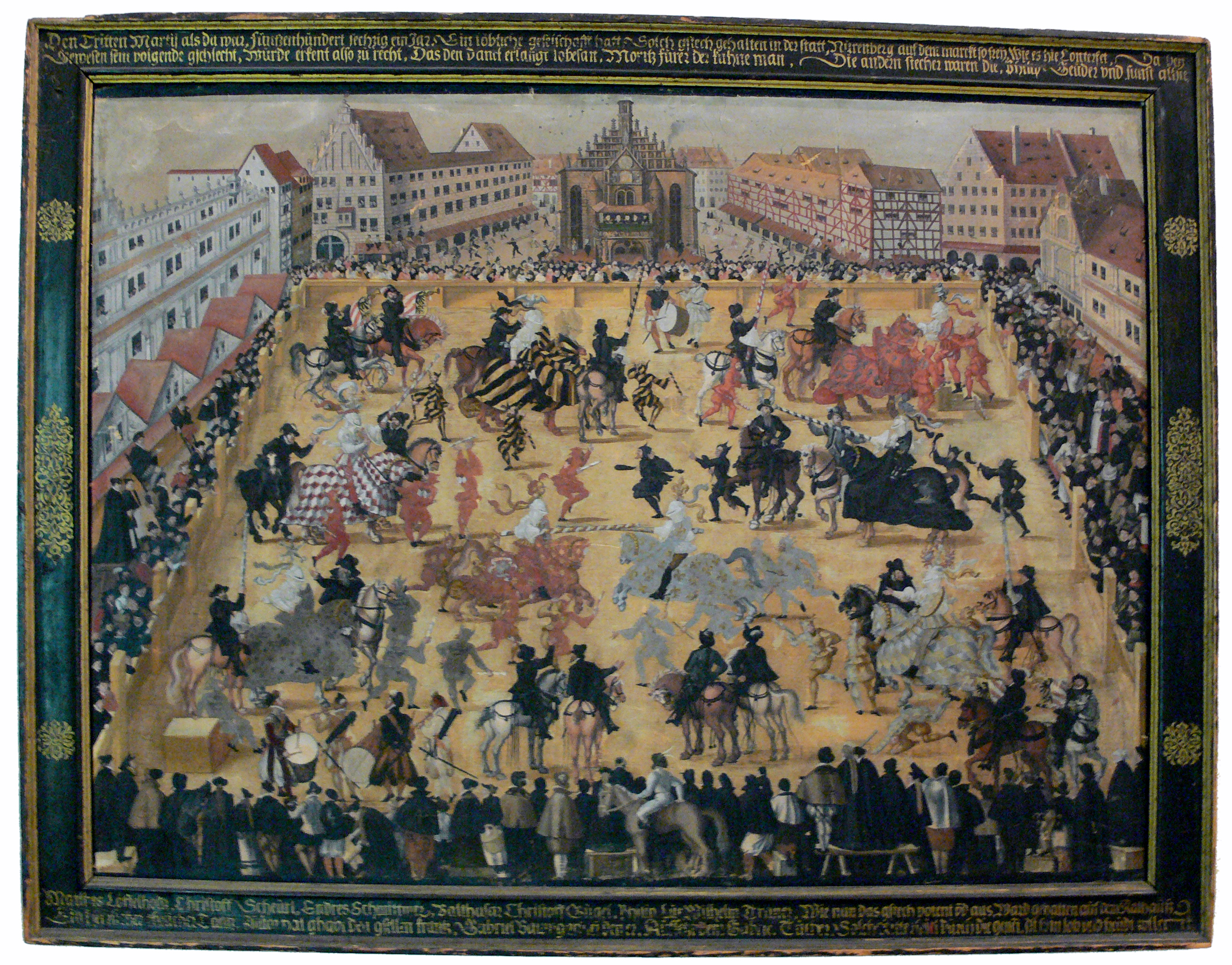
Gesellen-Stechen der Patriziersöhne auf dem Nürnberger Hauptmarkt (von Jost Amman, 1561)

Der Ritteradel sprach den Patriziern die Ebenbürtigkeit und die Turnierfähigkeit grundsätzlich ab, weshalb etwa die Nürnberger Patrizier demonstrativ sogenannte „Gesellenstechen“ durchführten, festliche ritterliche Lanzenstechen nach dem Vorbild des Adels, um ihren Rang zu unterstreichen. Manche Patrizier fügten ihrem Familiennamen ein „von“ mit dem Namen eines zugekauften Landsitzes an, um zu demonstrieren, dass sie sich adelig fühlten. In vielen Fällen gelang es ihnen später, sich diesen eigenmächtigen Zusatz vom Kaiser als Adelsprädikat bestätigen zu lassen. Gerade in Nürnberg (als Reiseresidenz) und Frankfurt (als Krönungsort) der römisch-deutschen Kaiser bestanden zwischen Patriziern und Kaiserhof enge Beziehungen; die Patrizier waren traditionell bedeutende Steuerzahler und Kreditgeber des Reichsoberhaupts. Auch politisch stützten sich die Kaiser auf die Reichsstädte und verteilten daher häufig Adelsbriefe an deren führende Geschlechter, meist unter Hinweis darauf, dass diesen Familien die Regierung einer volkreichen Stadt anvertraut sei, oft auch unter Erwähnung „alten adeligen und rittermäßigen Standes“ (der bisweilen den Tatsachen entsprach und bisweilen nicht). Die  Augsburger Großunternehmerfamilie Fugger, eine überaus (erfolg)reiche Bürgerfamilie, stieg Anfang des 16. Jahrhunderts in den Briefadel und bald darauf sogar in den Hochadel auf; die Welser, Tucher, Langenmantel und die Imhoff gehören ebenfalls zu den bekanntesten Kaufmannsfamilien oberdeutscher Reichsstädte.
Aber nicht nur in freien Reichsstädten gab es Patrizier. Auch in Städten mit einem fürstlichen Stadtherrn konnte sich ein Stadtadel entwickeln, so z. B. in München (Münchner Patriziergeschlechter) oder Münster, wo der Volksmund die Angehörigen des Stadtadels Erbmänner nannte. Die Erbmännerfamilien, von denen nicht wenige ursprünglich ritterbürtig oder sogar edelfrei waren, verteidigten im Rahmen des „Erbmännerstreits“, der sich ab 1597 beim Reichskammergericht entspann und rund zwei Jahrhunderte dauerte, schließlich durch kaiserlichen Rechtsspruch die Anerkennung ihrer Zugehörigkeit zum ritterbürtigen Adel und damit vor allem die „Stiftfähigkeit“, die (Wieder-)Zulassung zum zwischenzeitlich vom Landadel besetzten münsterschen Domkapitel und seinen Pfründen. In süddeutschen Fürstbistümern hingegen blieben die Domkapitel oft den Familien der Reichsritterschaft und des örtlichen Stiftsadels vorbehalten, in Kurköln erforderte die Aufnahme ins Kölner Domkapitel sogar die Zugehörigkeit zum Hochadel des Reiches („Domgrafen“).

### Krise des Fernhandels
In der Zeit um 1600 zogen sich viele deutsche Patrizierfamilien von den Handelsgeschäften zurück. Dies hatte wirtschaftliche Gründe, da der Fernhandel, der seit dem Mittelalter über die Seidenstraße via Konstantinopel und Venedig über die Alpenpässe in die süddeutschen Reichsstädte geführt hatte, die sodann die Weiterverteilung der Waren innerhalb des Reiches übernahmen, nach der Entdeckung Amerikas 1492 sich zunehmend auf die Küstenstädte und Übersee verlagert hatte. Die Hafenstädte der Republik der Vereinigten Niederlande (und deren Patriziat) erlebten nun ihr Goldenes Zeitalter. Doch führte ihr Achtzigjähriger Krieg gegen die Spanier auch mehrfach zu Staatsbankrotten Spaniens, Frankreichs sowie der spanischen und der unabhängigen Niederlande. Die vielen aus Amerika importierten Edelmetalle verursachten eine Geld- und Absatzkrise. Viele reichsstädtische Handelshäuser mussten schließen: Die Welser verkauften 1610 ihre Nürnberger Niederlassung und 1614 war ihre Augsburger Handelsgesellschaft zahlungsunfähig. Der Dreißigjährige Krieg von 1618 bis 1648 unterbrach die Handelsrouten und schnitt die Reichsstädte von den thüringischen, böhmischen und Tiroler Bergbaurevieren ab, in denen manche Patrizier investiert waren. Sebald XI. Tucher (1583–1649), dessen Familie neben den Imhoff zu den letzten großen Safranimporteuren zählte, musste 1636 wegen Überschuldung aus dem Nürnberger Rat ausscheiden. Auch diese letzten patrizischen Fernhändler zogen sich schließlich auf ihre Landgüter mit abgabenpflichtigen Grundherrschaften zurück und näherten sich adeliger Lebensweise an; dadurch erlangten sie nun auch häufiger Aufnahme in die Ritterschaften. Andere, nicht landgesessene Patrizierfamilien traten als Beamte und Offiziere in fürstliche Dienste und damit in den Beamtenadel über. Nicht geadelte oder verarmte Patrizier sanken ins Kleinbürgertum oder in den Handwerkerstand ab. 
Als die Reichsstadt Nürnberg mitsamt ihrem Umland 1808 vom Königreich Bayern übernommen wurde, endete zwar die exklusive Ratsherrschaft des Nürnberger Patriziats, doch wurden die bis dato noch ratsfähigen Patrizierfamilien 1813 allesamt in den bayerischen Adel aufgenommen und die (nach dem Tanzstatut von 1521) „alten“ ratsfähigen Familien in die Freiherrenklasse immatrikuliert.

## Andere Länder
In der Republik Venedig hatte das Patriziat von Venedig schon im Hochmittelalter die Macht übernommen; Ähnliches geschah in der Republik Genua. Seit dem Spätmittelalter entwickelten sich auch in vielen anderen europäischen Stadtstaaten (den Handelsrepubliken) herrschende Patriziate, etwa in Florenz und den anderen oberitalienischen Städten. In der Republik der Vereinigten Niederlande waren von Anfang an die Hafenstädte dominant, allen voran Amsterdam, das von den patrizischen Regenten von Amsterdam regiert wurde. Ähnlich waren in der Schweiz, welche offiziell erst 1648 aus dem Heiligen Römischen Reich ausschied, die wohlhabenden Stadtkantone politisch führend, und sie wiederum wurden vom Patriziat der Alten Eidgenossenschaft beherrscht, bis die «Gnädigen Herren» durch die Helvetische Republik und definitiv durch die liberalen Revolutionen in den 1830er und 1840er Jahren entmachtet wurden. Insbesondere in den Städten konnten sie sich aber noch weiterhin politischen und wirtschaftlichen Einfluss erhalten. Wie in den deutschen Reichsstädten haben sich auch die Patrizier dieser Republiken oft frühzeitig aristokratisiert, man spricht daher von „Städtearistokratien“ an der Spitze sogenannter „Aristokratischer Republiken“.

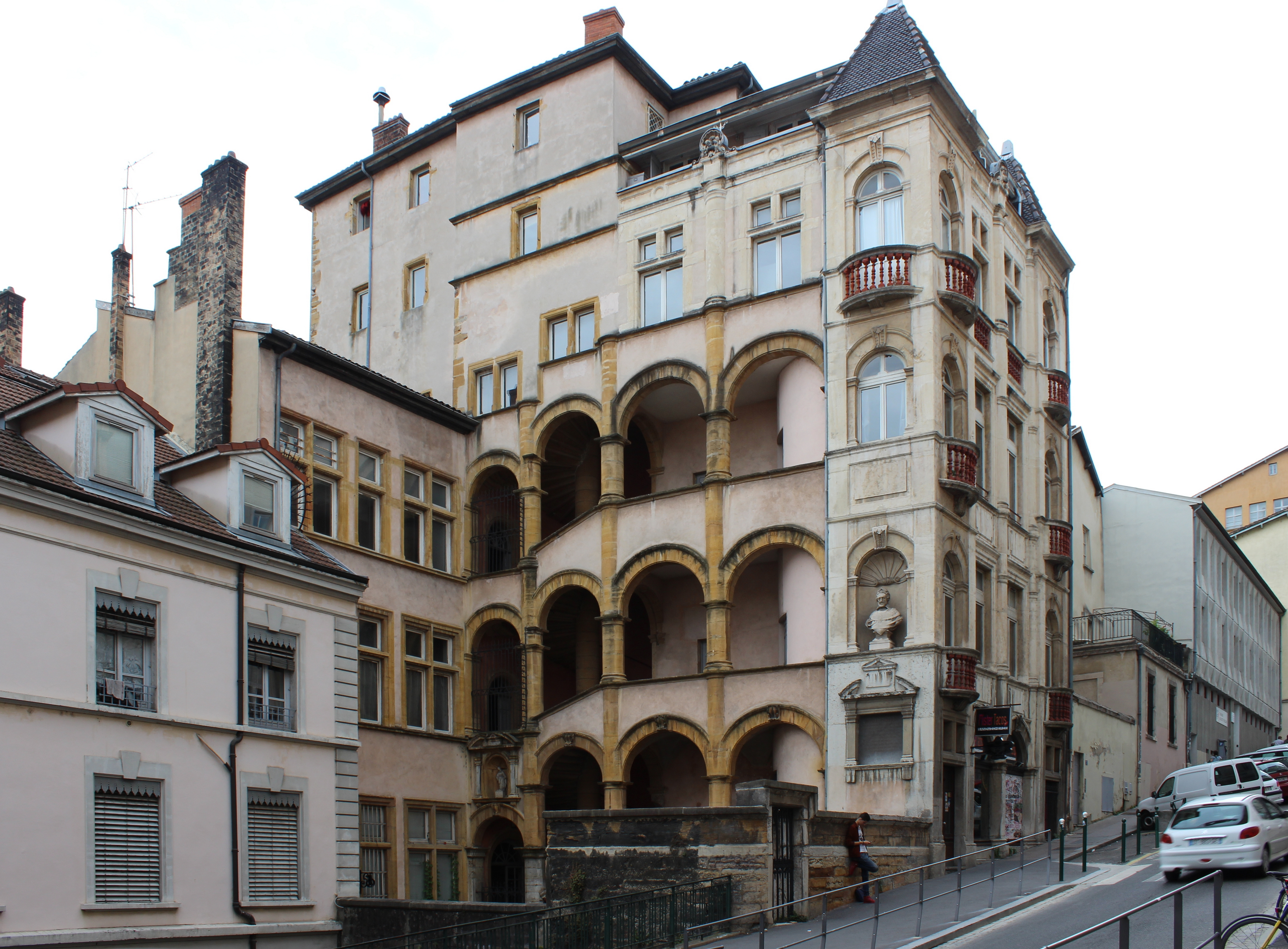
Hôtel de Bullioud, Lyon (ein 1536 im Renaissancestil aus zwei älteren Geschlechtertürmen umgebautes Patrizierhaus)

Im spätmittelalterlichen England hingegen beherrschte die Gentry, eine vor allem aus ländlichen Grundbesitzern entstandene Führungsschicht, das immer mächtiger werdende House of Commons, während in den Städten oft die Großhändler den Ton angaben; beide Gruppen sammelten sich in den rivalisierenden Parteien der Tories und Whigs. 
In Frankreich, seit alters geprägt von einer Zentralmonarchie, wurde der Aufstieg des Bürgertums durch die Hugenottenkriege und folgende Emigrationswellen gebremst; seine Schwächung ermöglichte erst den Absolutismus. In den Altstädten etwa von Lyon oder Bordeaux kann man noch die Hôtels Particuliers der patrizischen Großhändler und der (oft lombardischen) Bankiers der Renaissancezeit sehen. Die Bourgeoisie – das meist dem Handwerkerstand entstammende Wirtschaftsbürgertum – wurde in der zweiten Hälfte des 18. Jahrhunderts bedeutender; gemeinsam mit dem Kleinbürgertum ergriff es in der Französischen Revolution von 1789 die Macht. Mit Napoleon kam dann ein Spross der korsischen Patrizierfamilie Bonaparte auf den Kaiserthron. Endgültig unter dem „Bürgerkönig“ gelangte aber die Bourgeoisie an die Schalthebel der politischen Macht.

## Neuere Formen
Seit dem 17. Jahrhundert bildeten sich, vor allem in den Reichs- und Hansestädten, aus führenden Familien der Kaufmannschaft neuere Oberschichten, die – im Unterschied zu den Patriziern des Mittelalters und der Frühen Neuzeit – nicht mehr primär dem Adel nachstrebten (durch den Erwerb von Grundherrschaften und Adelstiteln), sondern betont bürgerliche Werte wie das Leistungsideal (meist kaufmännischer Prägung) sowie eine gewisse Dezenz in der Zurschaustellung von Reichtum zu ihrem Kennzeichen machten. Diese Familien, etwa die Hanseaten oder andere Großbürger, werden daher gelegentlich auch als „Bürgeradel“ bezeichnet. Sie selbst sahen sich durchaus als „Patrizier“ an und entwickelten ein Standesbewusstsein, das dem der älteren, aristokratischen Patrizier nicht nachstand. Vergleichbar elitäre Gruppierungen konnten sich auch in der erstarkenden Berufsgruppe der Staatsbeamten bilden, ein Beispiel für ein solches gebildetes Staatsbeamten-Patriziat sind etwa die „Hübschen Familien“ aus Kurhannover. Allerdings wurden auch diese bürgerlichen Führungsschichten ab Ende des 18. Jahrhunderts im Zuge von Revolutionen und Industrialisierung in ihren lokalen Wirkungskreisen häufig durch neue Wirtschaftseliten abgelöst – ein neureiches Wirtschaftsbürgertum (die Bourgeoisie) und ein kultiviertes Bildungsbürgertum traten ins Licht.

### Allgemein
- Patrizier (Begriffsklärung)
- Patriziat (Römisches Reich)
- Patricius (römischer Ehrentitel)
- Patriziergesellschaften (Zusammenschlüsse von Mitgliedern einer mittelalterlichen städtischen Oberschicht)
- Patrizierkrone (Italien)

### Einzelne Städte und Regionen
- Patriziat der Alten Eidgenossenschaft
- Patriziat von Amsterdam
- Patriziat von Augsburg
- Patriziat von Basel
- Patriziat von Bern
- Patriziat von Frankfurt am Main
- Patriziat von Kempten
- Patriziat von Köln
- Patriziat von Luzern
- Patriziat von München
- Patriziat von Münster
- Patriziat von Nürnberg
- Patriziat von Regensburg
- Patriziat von Ulm
- Patriziat von Venedig